# Terence Frederick Mitchell
Terence Frederick Mitchell (* 3. Mai 1919 in Torquay; † 1. Januar 2007 in Fordingbridge, Großbritannien) war ein britischer Sprachwissenschaftler. Mitchell lehrte von 1946 bis 1964 an der School of Oriental and African Studies und von 1964 bis 1980 als Professor an der Universität Leeds.

## Leben
Terence Frederick Mitchell, genannt Terry, besuchte die Torquay Grammar School und studierte Französisch und Spanisch am University College London, wo er 1940 mit dem Bachelor of Arts abschloss. Im gleichen Jahr heiratete er und wurde später Vater von zwei Töchtern und einem Sohn. Während des Zweiten Weltkriegs leistete er Kriegsdienst in Indien, Burma und dem Mittleren Osten. In dieser Zeit erweiterte er seine Sprachkenntnisse, insbesondere in Urdu und Sindhi.
1946 schied Mitchell als Major aus der Armee aus und begann eine langjährige wissenschaftliche Tätigkeit an der School of Oriental and African Studies (SOAS) in London. Zusammen mit Frank R. Palmer und Michael Halliday kann er als Schüler von John Rupert Firth (1890–1960) gelten, die alle an der SOAS tätig waren. Mitchell lehrte dort zunächst als Lecturer für Phonetik (1946–1948) und Linguistik (1948–1960) sowie Reader (1960–1964). Er beschäftigte sich mit der arabischen Sprache und, beeinflusst von Firth, den Berbersprachen, welche sich beide zu Schwerpunkten seiner wissenschaftlichen Arbeiten entwickelten. Bei Feldstudien in Zuwara, Libyen, lernte er Remdân Azzâbi kennen, der daraufhin für zwei Jahre nach London kam. Mit seiner Hilfe analysierte Mitchell die noch wenig erforschte Berbersprache Zuwara, über welche er 1953 bzw. 1957 drei grundlegende Artikel veröffentlichte.
1964 folgte Mitchell einem Ruf an die University of Leeds, wo er zunächst als Professor für Zeitgenössisches Englisch und ab 1966 als Professor für die Englische Sprache und Allgemeine Linguistik lehrte. Von 1967 bis 1970 war er Chairman der School of English und ab 1971 Leiter des neu gegründeten Department of Linguistics bzw. ab 1978 Department of Linguistics and Phonetics. Diese Position hatte er inne, bis er 1980 in den Ruhestand ging.
Mitchell nahm häufig an internationalen Konferenzen und Kongressen in USA, Mittlerem Osten und Europa teil, wobei er auch Staaten des Ostblocks besuchte. Ab 1979 war er korrespondierendes Mitglied der Sächsischen Akademie der Wissenschaften zu Leipzig. Er hielt Gastvorlesungen unter anderem in Princeton (1961) und Illinois (1968) und evaluierte linguistische Standards an Hochschulen wie der American University in Cairo. Zudem engagierte er sich in verschiedenen Organisationen wie der Philological Society, in deren Council er von 1965 bis 1969 saß. Ab 1965 war er 15 Jahre lang Redakteur der Zeitschrift Archivum Linguisticum.
Mitchell veröffentlichte zahlreiche sprachwissenschaftliche Publikationen, wobei er sich insbesondere auf dem Gebiet der gesprochenen und geschriebenen Arabischen Sprache verdient machte. Zu beiden Themen schrieb er Lehrbücher, die mehrfach neu aufgelegt wurden. Er verfasste das erste Lehrbuch zu umgangssprachlichem Arabisch (Colloquial Arabic).
Er starb 2007 im Alter von 87 Jahren und hinterließ seine Frau und Kinder.

## Veröffentlichungen (Auswahl)
- Writing Arabic: a Practical Introduction to Ruqʻah Script. Oxford University Press, London 1953, 10. Auflage 1990, ISBN 0-198-15150-0.
- Colloquial Arabic. Teach Yourself Books/Hodder and Stoughton, Sevenoaks, Kent, England 1962, 10. Auflage 1978, ISBN 0-340-05774-2.
- mit Shahir Hassan: Modality, Mood, and Aspect in Spoken Arabic: with Special Reference to Egypt and the Levant. Kegan Paul International, London 1994, ISBN 0-710-30405-6.
- Zuaran Berber (Libya). Grammar and Texts. (Hrsg. von Harry Stroomer und Stanly Oomen) Rüdiger Köppe Verlag, Köln 2009, ISBN 978-3-89645-926-8.